# Хэп Эммс Мемориал Трофи

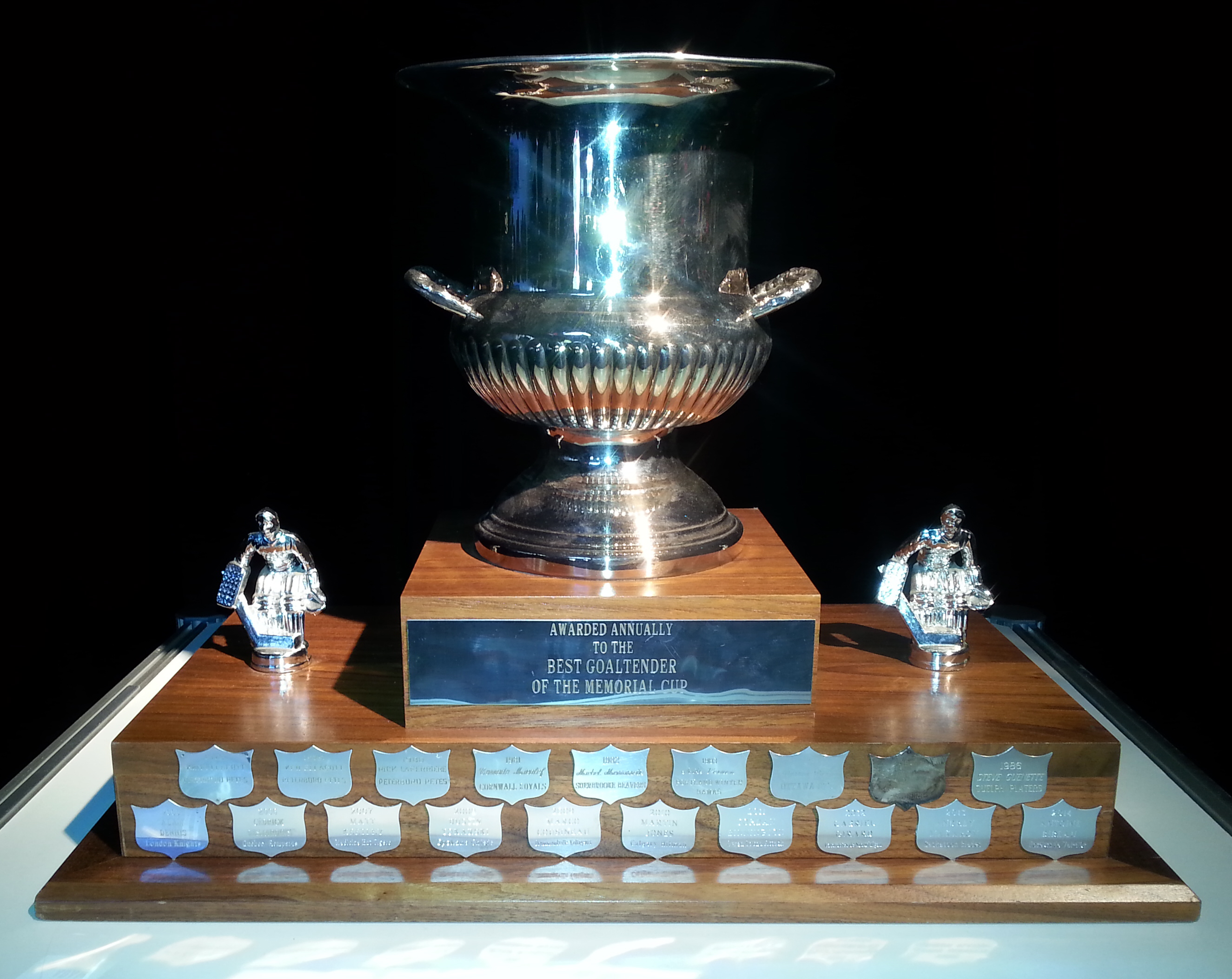
Хап Эммс Мемориал Трофи в 2015 году

Хап Эммс Мемориал Трофи (англ. Hap Emms Memorial Trophy) — приз Канадской хоккейной лиги (CHL), ежегодно вручаемый лучшему вратарю Мемориального кубка.
Трофей назван в честь Хэпа Эммса, который приводил четыре команды к победе в Мемориальном кубке в 50-60-х годах.

## Победитель
- 2024 — Майкл Симпсон, Лондон Найтс (OHL)
- 2023 — Уильям Руссо, Квебек Ремпартс (QMJHL)
- 2022 — Николя Юртюбис, Сент-Джон Си Догз (QMJHL)
- 2021 — Турнир отменён из-за пандемии коронавируса. Приз не вручался[1]
- 2020 — Турнир отменён из-за пандемии коронавируса. Приз не вручался
- 2019 — Алексис Гравел, Галифакс Мусхэдз (QMJHL)
- 2018 — Каден Фулчер, Гамильтон Булдогс (OHL)
- 2017 — Майкл ДиПьетро, Уинсор Спитфайрз (OHL)
- 2016 — Тайлер Парсонс, Лондон Найтс (OHL)
- 2015 — Кен Эпплби, Ошава Дженералз (OHL)
- 2014 — Антуан Бибо, Валь-д’Ор Фореурс (QMJHL)
- 2013 — Андрей Макаров, Саскатун Блейдз (WHL)
- 2012 — Габриель Жирар, Шавиниган Катарактез (QMJHL)
- 2011 — Джордан Биннингтон, Оуэн-Саунд Аттак (OHL)
- 2010 — Мартин Джонс, Калгари Хитмен (WHL)
- 2009 — Марко Кузино, Драммондвилл Вольтижерс (QMJHL)
- 2008 — Дастин Токарски, Спокан Чифс (WHL)
- 2007 — Мэтт Китли, Медисин-Хат Тайгерс (WHL)
- 2006 — Седрик Дежарден, Квебек Ремпартс (QMJHL)
- 2005 — Адам Денни, Лондон Найтс (OHL)
- 2004 — Келли Гуард, Келоуна Рокетс (WHL)
- 2003 — Скотт Дики, Китченер Рейнджерс (OHL)
- 2002 — Ти-Джей Ацети, Эри Оттерз (OHL)
- 2001 — Максим Диньо, Валь-д’Ор Форёрз (QMJHL)
- 2000 — Себастьен Карон, Римуски Осеаник (QMJHL)
- 1999 — Кори Кэмпбелл, Бельвиль Буллз (OHL)
- 1998 — Крис Мэдден, Гелф Шторм (OHL)
- 1997 — Кристиан Бронсар, Халл Олимпикс (QMJHL)
- 1996 — Фредерик Дешене, Гранби Предаторз (QMJHL)
- 1995 — Джейсон Саал, Детройт Джуниор Ред Уингз (OHL)
- 1994 — Эрик Фишо, Шикутими Сагенинс (QMJHL)
- 1993 — Кевин Ходсон, Су-Сент-Мари Грейхаундз (OHL)
- 1992 — Кори Хирш, Камлупс Блэйзерс (WHL)
- 1991 — Феликс Потвен, Шикутими Сагенинс (QMJHL)
- 1990 — Майк Торчия, Китченер Рейнджерс (OHL)
- 1989 — Майк Гринлэй, Саскатун Блейдз (WHL)
- 1988 — Марк Фицпатрик, Медисин-Хат Тайгерс (WHL)
- 1987 — Марк Фицпатрик, Медисин-Хат Тайгерс (WHL)
- 1986 — Стив Гунетт, Гелф Плейтерз (OHL)
- 1985 — Уорд Комоноски, Принс-Альберт Рейдерз (WHL)
- 1984 — Дэррен Пэнг, Оттава Сиксти Севенс (OHL)
- 1983 — Майк Вернон, Портленд Уинтерхокс (WHL)
- 1982 — Мишель Морриссетт, Шербрук Кэсторс (QMJHL)
- 1981 — Коррадо Микалеф, Корнуэлл Ройалз (QMJHL)
- 1980 — Рик ЛаФеррьер, Питерборо Питс (OHL)
- 1979 — Барт Хантер, Брэндон Уит Кингз (WHL)
- 1978 — Кен Эллакотт, Питерборо Питс (OHL)
- 1977 — Пэт Риггин, Оттава Сиксти Севенс (OHL)
- 1976 — Морис Бэрретт, Квебек Ремпартс (QMJHL)
- 1975 — Гэри Кэрр, Торонто Мальборос (OHL)